# Franziskanerkloster Worms
Das Franziskanerkloster Mariae Verkündigung in Worms war ein Kloster des Franziskanerordens mit zugehöriger Kirche in Worms. Es gehörte zu den allerersten Klöstern des 1209 in Italien gegründeten Ordens der „Minderbrüder“ (ordo fratrum minorum) in Deutschland. Bereits in der Reformation untergegangen, sind bauliche Reste der Anlage oberirdisch nicht erhalten.

## Geografische Lage
Das Kloster Mariae Verkündigung lag zentral in der Stadt Worms im Bereich des heutigen Marktplatzes und des nach dem Zweiten Weltkrieg errichteten Rathaus-Neubaus. An der Nordseite grenzte das Kloster an die Petersstraße (früher: Petersgasse). Hier stand auch die Kirche Mariae Verkündigung. Daran schloss sich die dreiflügelige Klausur an: Sie grenzte im Süden zum Teil an den Bürgerhof und im Westen an die Häuserzeile, die den (alten) Marktplatz nach Osten begrenzte. Der Abschluss des Klosters nach Osten ist insofern unklar, weil nicht sicher ist, wann die heutige Bürgerhofstraße angelegt wurde.

## Geschichte
Die Überlieferung zum Franziskanerkloster Mariae Verkündigung ist insgesamt sehr punktuell, was zum einen an dessen früher Auflösung, zum andern am Verlust vieler Aufzeichnungen nicht zuletzt durch die Stadtzerstörung 1689 im Pfälzischen Erbfolgekrieg durch Truppen König Ludwig XIV. liegt.

Ausbreitung des Franziskanerordens im 13. Jahrhundert in Deutschland

### Gründung und Anfänge
Das Kloster wurde 1221 im Anschluss an das erste Ordenskapitel der Franziskaner in Deutschland, das am 16. Oktober 1221 in Augsburg stattfand, mit Unterstützung des Wormser Bischofs Heinrich II. noch im selben Jahr gegründet. Es gehörte mit den Klöstern in Augsburg, Würzburg, Regensburg, Salzburg, Mainz, Speyer und Straßburg zu den ersten Niederlassungen des Ordens in Deutschland, der sich bis 1230 bis an die Ostsee ausweitete. Die erste Wormser Niederlassung befand sich in einem Haus bei der Nazarius-Kapelle des Benediktiner-Klosters Lorsch in Worms. Die Lage der Kapelle ist nicht exakt bekannt. Sie lag – von der Hagenstraße aus gesehen – an der Rückseite des Bürgerhofes, also in dem Areal, auf dem anschließend das Kloster errichtet wurde. 1266 wurde die Nazarius-Kapelle letztmals erwähnt.
Im Frühjahr 1222 fand in Worms das erste Provinzkapitel der neu konstituierten Ordensprovinz Teutonica statt. Bereits 1222 war die Zahl der Brüder so groß geworden, dass es zu einer Vereinbarung mit Bischof und Domkapitel kam, dass die Messen vorübergehend gemeinsam im Wormser Dom gefeiert wurden. Das Domkapitel überließ dafür die Sitze in der einen Hälfte des Chores den Franziskanern. Am Anfang herrschte großer Priestermangel. Nur ein Ordens-Priester war für die Niederlassungen in Worms und Speyer gemeinsam zuständig.
Um 1234 wurde wohl ein Kloster gebaut, dass aber bei einem großen Stadtbrand 1242 bereits wieder zerstört wurde. Bis 1248 wurde es wieder aufgebaut. Diese Daten sind jedoch alle sehr unsicher und stammen aus frühneuzeitlichen Quellen. Zeitgenössische Urkunden oder andere Unterlagen zum Baugeschehen am Kloster und dessen Kirche fehlen vollständig.
In den in dieser Zeit ebenfalls stattfindenden Kämpfen zwischen Papst und den untergehenden Staufern verließ der Orden zwischenzeitlich auch die (staufisch gebliebene) Stadt Worms auf Anordnung von Bischof Landolf von Hoheneck, der zeitweise zur Gegenpartei gehörte. Der Orden kehrte aber 1246 zurück und vermittelte 1253 erfolgreich im Streit zwischen einem nachfolgenden Bischof, Richard von Daun, und der Stadt.

### Wirken
Eine Reihe von Provinzialkapiteln fanden in Worms statt, so 1222, 1228, 1230, 1286, 1307, 1344, 1372 und 1501.
Die Franziskaner waren als Bettelorden auf die Zuwendungen der Bürgerschaft angewiesen, sahen in deren seelsorgerischen Betreuung aber auch ihre wichtigste Aufgabe. Vernetzung und Kooperation mit der Stadt waren deshalb eng. Bei einer der zahlreichen Auseinandersetzungen zwischen Klerus und Bischof auf der einen Seite und der Stadt auf der anderen in den Jahren 1384 bis 1386 – Kernpunkt war der Verkauf von Wein, den der Klerus für den Eigenbedarf unversteuert in die Stadt einführen durfte – stellten die Franziskaner sich, ebenso wie die anderen drei Bettelorden, die in der Stadt vertreten waren, auf die städtische Seite. Die Franziskaner schlossen 1385 einen Vertrag mit der Stadt, leisteten Bürgermeister und Rat der Stadt den Treueschwur, zahlten ein jährliches Schutzgeld von zwei Gulden und wurden im Gegenzug als Bürger in Worms aufgenommen. Diese Allianz bewährte sich, als 1422 eine Reihe von Diözesanpriestern versuchten, den als lästige Konkurrenz empfundenen Lektor der Franziskaner, Peter Wyrach, unter dem Vorwurf, er sei Hussit und damit Ketzer, durch einen Inquisitionsprozess zu beseitigen. Die Diözesanpriester scheiterten mit ihrem Vorstoß. Hinter diesem Vorgang steht die starke Konkurrenz zwischen den Bettelorden und den Gemeindepriestern, die beide um die Einnahmen aus der Seelsorge – bis hin zu den Bestattungen – konkurrierten.
Um 1426 erreichte die Observanzbewegung im Franziskanerorden auch Worms. Es ging in diesem Armutsstreit darum, wieder enger zum Armutsgelübde zurückzukehren. Der Orden besaß inzwischen in großem Umfang Vermögen, vor allem Immobilien. Die Brüder des Klosters Mariae Verkündigung widersetzten sich erfolgreich dieser Reform-Bestrebung. Gegen Ende des 15. Jahrhunderts scheinen die Abweichungen von der Ordensregel größer und häufiger geworden zu sein und führten im Mai 1517 zur Teilung des Ordens in die Franziskaner-Observanten und die Minoriten (Konventualen) durch Papst Leo X. Wegen der der Reformation hatte dies jedoch für das Wormser Kloster keine Auswirkungen mehr.

### Ende
Infolge der Reformation löste sich das Kloster Mariae Verkündigung sehr schnell auf. Für 1496 ist die Zahl von 14 Ordensmännern im Kloster bekannt, 1527 war es nur noch einer. In diesem Jahr nahm die Stadt die Liegenschaft in Besitz, die Kirche wurde spätestens ab 1528 evangelisch genutzt, im Südflügel der Klausur eine städtische Lateinschule eingerichtet. 1539 kaufte die Stadt dann Kloster und verbliebenes zugehöriges Vermögen für 730 Gulden vom Franziskanerorden, der das Kloster als Institution damit auch offiziell aufhob. Formal trat als Käufer für die Stadt das vor der Martinspforte gelegene (städtische) Pilgerspital auf.
Verschiedene Versuche – so etwa während des Dreißigjährigen Kriegs – das Kloster neu zu gründen, scheiterten alle.

## Organisation
Das Kloster gehörte zunächst zur Rheinischen Kustodie der Provinz Teutonia, ab 1230 nach Teilung der Provincia Teutonica zur Provincia Rheni. Wegen der schnellen Ausbreitung des Ordens wurde diese bereits 1239 geteilt in die Niederdeutsche Provincia Colonia und die Oberdeutsche oder Straßburger Provincia Argentina, zu der Worms gehörte. 
Dem Kloster stand ein Guardian vor, erstmals belegt 1288. Mit den Aufgaben des Schaffners und des Zinskellers (Wirtschaftsverwalter) waren Laien beauftragt.
Die Franziskaner kooperierten mit vier Beginenkonventen in der Stadt und betreuten sie seelsorglich: Gudelmann-Konvent und Brogoren-Konvent wurden beide 1288 gegründet, dem Briden-Konvent, der vor 1372 entstand, und dem Konvent zum Lämmchen, dere vor 1400 gestiftet wurde. Die Beginen in letzterem und im Gudelmann-Konvent lebten nach der Franziskaner-Regel. Gegen Ende des 15. Jahrhunderts scheint sich dieses enge Verhältnis aber nach und nach aufgelöst zu haben.
Wirtschaftlich basierte das Kloster hauptsächlich auf Einnahmen durch seelsorgerische Tätigkeiten und Spenden. Dazu gehörte auch ein Friedhof, erstmals 1238 erwähnt, dessen Lage aber unbekannt ist, auf dem Wormser sich – gegen eine Gebühr – bestatten lassen konnten. Im Laufe seines Bestehens erlangte das Kloster Immobilien und anderen Besitz. Bekannt sind davon sechs Häuser in der Stadt Worms und Grundbesitz in Niedesheim, Westhofen, Ottersheim und Weisenheim am Sand.

## Kirchengebäude
Auch zur Kirche Mariae Verkündigung gibt es nur wenige Informationen. Die gotische Kirche stand mit ihrer nördlichen Längsseite an der in Ost-West-Richtung verlaufenden Petersgasse, war 43 m lang und 19 m breit und hatte einen eingezogenen Chor von knapp 10 m Breite. Die Kirche war wohl dreischiffig, an der Nordseite, zur Petersgasse hin gab es eine Reihe von Kapellen. Die Kirche hatte einen Turm, der an oder in deren Westfassade und an der Petersgasse stand, dort, wo der verdeckte Stadtbach die Petersstraße kreuzte.

## Nachnutzung
Die Stadt betrieb ab 1527 in der Konventsstube des ehemaligen Klosters ihre Lateinschule. Der letzte verbliebene Mönch wohnte weiter im Kloster. Der Rat der Stadt untersagte ihm das Kegeln, weil das den Unterricht störe. Die Kirche scheint nicht dauerhaft weiter genutzt worden zu sein, war Ende des 16. Jahrhunderts baufällig, aber eine bereits geplante Instandsetzung unterblieb. Zur Zeit der Stadtzerstörung 1689, während des Pfälzischen Erbfolgekriegs, waren bauliche Spuren der Kirche und der Klostergebäude – abgesehen vom Südflügel mit der Lateinschule – kaum noch vorhanden. Die Schule brannte bei der Stadtzerstörung 1689 aus. 1698 wurde sie – wohl eher provisorisch – instand gesetzt. Unmittelbar südlich der Schule entstand die Dreifaltigkeitskirche, die 1725 fertiggestellt war. Die optisch wohl nicht mehr sehr ansehnliche, unmittelbar nördlich angrenzende Lateinschule, sollte deshalb abgerissen werden. Der Plan wurde auch umgesetzt, nachdem 1726 ein Neubau für die Lateinschule weiter östlich, im Bereich des ehemaligen Klostergartens, fertiggestellt worden war. Verbliebene baulichen Reste des Klosters wurden planiert, das Gelände war nun der Schulhof. Das neue Schulgebäude diente bis in den Zweiten Weltkrieg als Gymnasium, als er in den Luftangriffen auf Worms zerstört wurde. Nach dem Krieg entstand hier das neue Rathaus.